# Лас Бренас
Лас Бреняс (на испански: Las Breñas) е град в югозападната част на провинция Чако, северната част на Аржентина, с население 20 000 души (2001 г.), в който има немалко български емигранти. Той е главен град на департамента Нуеве де Хулио (на испански: Departamento Nueve de Julio (Chaco)).
Отстои на 280 км от столицата на провинцията Resistencia и е добре благоустроен. В провинцията е наричан „перлата на запада“. В града е издигнат паметник на Васил Левски.
Тук е известният Музей на имигрантите (на испански: El Museo Provincial del Inmigrante). Градът е седалище на Националния институт за земеделски технологии.
Икономиката на Лас Бреняс е съсредоточена около машиностроенето на селскостопанска техника и високотехнологичното земеделие и животновъдство. Градът е спортно средище на оспорвани срещи. Има 5 клуба, включително ръгби клуб, развито е колоезденето, има велодрум. Баскетболният отбор през 2009 г. достига 4-то място на шампионата на клубовете на Аржентина.

## История
Селището е основано в края на 19 век от европейски имигранти от България и земите на днешната Република Македония, от Хърватия и други части на бившата Югославия, от Италия, Испания, Франция, Швейцария, Германия, Ирландия и Украйна.

## Фиести
Тук стават 2 от най-популярните фиести в провинция Чако. Шумната и колоритна Fiesta Provincial del Inmigrante се провежда всяка година през ноември в стария квартал на имигрантите.
От 2003 г. насам тук е и центърът за провинцията на Fiesta Provincial de las Carrozas Estudiantiles, в който студенти от училищата дефилират на направените от тях платформи, парадът става на 20 септември, в навечерието на 21 септември – Деня на студентите, и завършва с избор на млада кралица на фестивала.
Фиестите, съчетани с чудесния характерен вкус на ястията в Чако – местен продуктов микс с европейските рецепти и подправки, парадът на платформите и танците на европейските заселници са красива гледка и преживяване, достойни да бъдат видени и почувствани и привличащи туристите.